# Gerard George Clifford
Pour les articles homonymes, voir George Clifford et Clifford.
Gerard George Clifford, né à Amsterdam le 16 février 1779 et mort à Arnhem le 7 mars 1847, est un financier, avocat et homme politique néerlandais.

## Biographie
Petit-fils de Pieter Clifford, Gerard George Clifford est le fils du régent George Clifford et de Jacoba Maria Kuysten van Hoesen. Il épouse Wilhelmina Antoinette Catharina Roemelé.
Il étudie le droit à l'université de Leyde et y obtient son doctorat en 1802. Commissaire d'Amsterdam, il occupe des fonctions au conseil et y devient avocat. Il est membre du conseil municipal d'Amsterdam de 1816-1824 puis de 1826-1834.
En 1824, il entre à la seconde Chambre et y prend régulièrement la parole sur les affaires coloniales. Il finit deuxième en 1829 et septembre 1830 et troisième en 1830 sur la nomination à la présidence de la Chambre des représentants.
En faveur du libre-échange et critique envers la politique financière du roi, celui-ci le nomme néanmoins directeur général par intérim (1830) puis ministre de la gestion de l'eau, de l'industrie et des colonies (1831). 
Devenu membre de la Eerste Kamer en 1833, il est nommé ministre d'État en 1834.

## Fonctions et mandats
- Trésorier d'Amsterdam
- Commissaire d'Amsterdam
- Membre du conseil municipal d'Amsterdam : 1816-1824, 1826-1834
- Membre de la seconde Chambre : 1824-1833
- Directeur général des Travaux publics, de l'Industrie nationale et des Colonies par intérim : 1830-1831
- Ministre de l'Industrie nationale et des Colonies par intérim : 1831-1834
- Membre de la Eerste Kamer : 1833-1847
- Ministre d'État : 1834-1847

## Distinctions
- Commandeur de l'ordre du Lion néerlandais

## Sources
- Notice dans un dictionnaire ou une encyclopédie généraliste :   - Biografisch Portaal van Nederland
- Notices d'autorité :   - VIAF
  - ISNI
  - Pays-Bas
- Jhr.Mr. G.G. Clifford
- Clifford, Mr. Gerard George